# Khaalia Hillsman
Khaalia Hillsman (ur. 1 sierpnia 1996) – amerykańska koszykarka, grająca na pozycji środkowej, od 2023 zawodniczka Chicago Sky.
W 2018 zaliczyła obóz szkoleniowy z zespołem WNBA – Seattle Storm.
29 czerwca 2018 została zawodniczką Enei AZS Poznań.
31 sierpnia 2019 dołączyła do izraelskiego Maccabi Hajfa. 10 czerwca 2023 zawarła umowę z Chicago Sky. 

## Osiągnięcia
Stan na 13 czerwca 2023, na podstawie, o ile nie zaznaczono inaczej.

### NCAA
- Uczestniczka rozgrywek:
  - Sweet 16 turnieju NCAA (2018)
  - II rundy turnieju NCAA (2015, 2018)
  - turnieju NCAA (2015–2018)
- Zaliczona do II składu konferencji Southeastern (SEC – 2017, 2018)[5]

### Drużynowe
- Mistrzyni Izraela (2021)*[6]
- Zdobywczyni Pucharu Izraela (2021)*[6]

### Indywidualne
(* – wyróżnienia przyznane przez portal eurobasket.com)
- MVP finałów ligi izraelskiej (2021)*[6]
- Zaliczona do*:
  - II składu ligi izraelskiej (2021)[6]
  - składu honorabl mention ligi tureckiej (2023)[7]
- Liderka:
  - strzelczyń ligi rosyjskiej (2022 – 22,5)[8]
  - w zbiórkach ligi izraelskiej (2020, 2021)[6]